# رقیب حسین
رقیب حسین (بنگالی: রাকিব হোসেন؛ زادهٔ ۱۸ نوامبر ۱۹۹۸) بازیکن فوتبال اهل بنگلادش است.
وی همچنین در تیم‌های ملی فوتبال زیر ۲۳ سال بنگلادش و بنگلادش بازی کرده است.
وی در مسابقات کشوری و بین‌المللی در مجموع برندهٔ ۱ مدال برنز شده است.